# Берман, Константин Александрович
Константи́н Алекса́ндрович Бе́рман (1 декабря 1914 — 10 февраля 2000) — советский ковёрный клоун, артист цирка, актёр. Заслуженный артист РСФСР (1956).
Родился в семье дирижёра циркового оркестра А. Н. Бермана и учительницы А. Н. Алексеевой в кассе Харьковского цирка. С раннего детства участвовал в пантомимах, осваивал различные цирковые жанры под руководством опытных мастеров — Н. Никитина, В. Лазаренко, П. Манжелли.

## Биография
В 1928 году Константин Берман начинает профессиональную карьеру в номере «Акробаты-вольтижёры» с братом Николаем Берманом (по афише — «Братья Поздняковы»).
- В 1934 году выступали в дуэте как ковёрные клоуны в масках популярных в те годы комедийных киноактёров — Гарольда Ллойда, Чарли Чаплина.
- В 1936 братья выступали раздельно.
- В 1941—1945 Константин выступает в составе фронтовых бригад на Брянско-Орловском направлении. Особой популярностью пользовалась реприза «Собака-Гитлер». На импровизированную эстраду выбегал пёсик, который начинал неистово лаять на всех окружающих. «Как зовут вашу собаку?» — спрашивал у Бермана конферансье. — «Пока никак. Хочу назвать её Гитлер», — отвечал Костя. — «Что же вас останавливает?» — «Боюсь, собака обидится». На эту простенькую репризу красноармейцы на фронте неизменно реагировали взрывом смеха.
- В 1956 Константину Берману присвоено звание заслуженного артиста РСФСР.

Константин Берман создал оригинальную маску важничающего франта, носил до нелепости щегольской костюм. Сначала выступал как ковёрный-мим, затем перешёл на разговорные репризы и в дальнейшем исполнял сатирические сценки и клоунады на бытовые темы и темы международной политики. Разносторонний цирковой артист, он включался в ход представления, становясь участником номеров. Как акробат исполнял сальто через машину, как вольтижёр-комик был участником воздушных полётов. Эффектным было его первое появление перед зрителями — он оказывался в оркестре, дирижировал им, а затем просто «шагал» в манеж с высоты оркестрового балкона под испуганный вздох зрительного зала.
Мне нравился эффектный выход Бермана на манеж. Клоун появлялся в оркестре, который располагался на высоте пяти-шести метров над манежем. Он проходил мимо музыкантов, здороваясь с ними на ходу, и, как бы зазевавшись, делал шаг в пустоту. Зрители пугались. А Берман летел вниз, приземляясь на небольшой мат, делал кульбит и оказывался на манеже.Юрий Никулин, «Почти серьёзно»
Умер 18 ноября 2000 года. Похоронен в колумбарии Нового Донского кладбище (колумбарий 22, секция 51), ниша с родственными захоронениями.

## Семья
Жена — Ирина Сергеевна Берман (урожд. Бронштейн; 1921—2007), клоунесса.
- дочь — Элла Константиновна Берман (1942—2013), инспектор манежа.
- сын Анатолий Константинович Берман (1947—2017), акробат, выступал с номерами «Ханд-вольтиж» и «Акробаты-эксцентрики», участвовал в репризах и клоунадах в группах под руководством отца, с 1992 года вошёл в состав клоунской группы под руководством Александра Николаевича Бермана, выступавшего под псевдонимом Родин.

## Фильмография
- 1966 — Девочка на шаре — клоун
- 1967 — Огонь, вода и… медные трубы

## Награды и звания
- Орден «Знак Почёта» (9 октября 1958)[2].
- Орден «Знак Почёта» (14 февраля 1980)[3][4].
- Заслуженный артист РСФСР (12 января 1956).